# Плановая экономика
Пла́новая эконо́мика, пла́новое хозя́йство или кома́ндная эконо́мика, кома́ндное хозя́йство — экономическая система, при которой материальные ресурсы находятся в государственной или общественной собственности и распределяются централизованно, что обязывает отдельных лиц и предприятия действовать в соответствии с централизованным экономическим планом. Система централизованного планирования существовала в СССР и других странах, которые идентифицировали себя как социалистические. В форме дирижизма активно применялась во время Второй мировой войны и в ведущих капиталистических странах, например, в Великобритании и Франции.
Плановая экономика может использовать централизованное и децентрализованное планирование или формы экономического планирования основанные на участии. Плановая экономика контрастирует с неплановой экономикой, особенно с рыночной экономикой, где автономные фирмы, работающие на рынках, самостоятельно принимают решения о производстве, распределении, ценообразовании и инвестициях. Рыночная экономика, использующая индикативное планирование, также может называться плановой рыночной экономикой.

## Особенности
…превращение всего государственного экономического механизма в единую крупную машину, в хозяйственный организм, работающий так, чтобы сотни миллионов людей руководились одним планом…
При плановом (командно-административном) хозяйствовании государственные органы практически полностью планируют ассортимент и объёмы производства всех товаров и услуг, регулируют (командными методами) цены на все продукты и величины всех заработных плат.
Инвестиционные решения также принимаются централизованно.
Такая экономическая система зачастую отрицает частную собственность на средства производства либо полностью, либо частично, и противопоставляет себя рыночной экономике.

### Недостатки
- Трудоёмкий процесс планирования в централизованных системах.
- Экономическая нестабильность. Исследования командной экономики стран Восточного блока в 1950-х и 1960-х годах, проведенные как американскими, так и восточноевропейскими экономистами, показали, что, вопреки ожиданиям обеих групп, они демонстрировали более значительные колебания объёмов производства, чем рыночная экономика в тот же период[6].

## Планирование в СССР и странах социалистического блока
Пятилетние планы развития народного хозяйства СССР использовались как инструмент быстрого экономического развития СССР с 1928 года. Планы разрабатывались централизованно в общенациональном масштабе специально созданным государственным органом (Госпланом СССР) под руководством Коммунистической партии Советского Союза.
За советскую историю было принято 12 пятилетних и 1 семилетний план (1959—1965). Последняя, 13-я пятилетка не была реализована в связи с фактическим демонтажом плановой экономики в последние месяцы существования СССР (Госплан был упразднён 16 мая 1991 года) и последующим распадом страны.
В период нахождения у власти И. В. Сталина установились следующие приоритеты централизованного планирования:
1. инвестиций перед потреблением, промышленности перед сельским хозяйством, материального производства перед сферой услуг;
2. производства средств производства перед производством потребительских товаров;
3. военной продукции перед гражданской;
4. отечественных товаров перед импортными.

Ключевой приоритет инвестиций перед потреблением в конце 1920-х годов получил теоретическое обоснование в математической модели экономического роста Г. А. Фельдмана. В СССР и восточноевропейских странах по сравнению со странами с рыночной экономикой, находящимися на сопоставимом уровне развития, производилось больше продукции тяжёлой промышленности и военного назначения, меньше услуг, доля инвестиций в ВВП была выше, масштабы внешней торговли и уровень урбанизации — ниже.
Практика централизованного планирования помимо теоретических установок испытывала воздействие заинтересованных социальных сил и лоббирования отраслевых интересов, приводившее к коррекции основной тенденции, когда на какое-то время становились преобладающими вопросы потребления. Данные открывшихся в 1990-е годы советских архивов свидетельствуют, что фактическое распределение ресурсов не соответствовало его основным декларированным принципам. Генеральные направления, одобренные высшим политическим руководством, не были увязаны с операционными планами предприятий, не были обеспечены поставками ресурсов в требуемом объёме. Планы устанавливали на основе догадок, интуиции, вместо точных расчётов и вертикальной субординации осуществлялся административный торг на каждом уровне советской экономики, в результате которого годовые планы часто пересматривали в процессе их выполнения.
Пятилетние планы в качестве основного инструмента планирования применялись также во многих социалистических странах, как правило, на основе опыта СССР. Страны члены Совета экономической взаимопомощи (СЭВ) осуществляли также совместную плановую деятельность на основе принятой долговременной Комплексной программы социалистической экономической интеграции.
Последними государствами с полностью централизованной плановой экономикой оставались Куба и Северная Корея. В октябре 2010 года на Кубе началась масштабная программа реформ, предусматривающая поворот к частному бизнесу и отказу от тотального централизованного планирования. В КНДР частичная либерализация произошла «снизу», под влиянием экономических проблем в стране, даже несмотря на негативное отношение правительства к рынку. Нынешнее руководство страны относится к произошедшим переменам в экономике более лояльно.

## Планирование в странах с рыночной экономикой
Элементы централизованного планирования применялись многими странами, в том числе с рыночной экономикой. Так, во время Второй мировой войны они широко применялись во всех воюющих государствах, а после неё пятилетние планы вводились даже в монархическом Непале. Во многих странах Западной Европы используется индикативное планирование. Так, во Франции существует должность генерального комиссара по планированию. Значительна роль государства в экономике и в соседней Бельгии, государственные расходы в структуре ВВП составляют 55 %. Планированием и значительным госсектором также отличаются страны Скандинавии. Так, в Норвегии нефтегазовые и биологические ресурсы находятся в руках государства и им управляются. В этих странах полностью соблюдается принцип неприкосновенности частной собственности.
В настоящее время, Индия, Китай, Вьетнам и другие страны формируют национальные пятилетние планы экономического развития, имеющие индикативный характер, ключевые показатели которых используют для целей собственного планирования государственные и частные компании этих стран.

## Критика
Одним из первых серьёзных критиков плановой экономики был Людвиг фон Мизес. В 1922 году вышла в свет книга «Социализм», в которой автор подверг критике идеи социализма и впервые попытался доказать невозможность социализма и социалистической экономики.
К недостаткам плановой экономики относят:
- сложность оперативного реагирования на потребности общества, что может привести к дефициту пользующихся спросом товаров и услуг, высокая вероятность принятия неверных решений об инвестициях, об объёмах производства той или иной продукции (услуги)[13][14];
- мягкие бюджетные ограничения, отсутствие банкротств и искусственное сохранение государством убыточных предприятий способствуют завышенному расходу производственных ресурсов[15];
- отсутствие у производителей стимулов к эффективному использованию ресурсов, к расширению ассортимента товаров и услуг, к инновациям[13][14];
- стремление перевыполнить план может негативно сказаться на качестве продукции;
- невозможность эффективного управления возрастающей сложностью производственной цепочки, что ограничивает использование эффекта масштаба для разных технологических переделов и не позволяет снижать себестоимость продукции.

Е. Залески в книге о планировании в сталинский период показал, что пятилетние планы имели мало общего с реальностью, были слабо связаны с оперативными планами и плохо выполнялись. Плановые задания первой пятилетки были выполнены в среднем менее чем на 60 %, второй пятилетки — немногим более чем на 70 %. Третья пятилетка была прервана войной. Четвёртый пятилетний план также не равнялся сумме годовых оперативных планов. Выполнение планов оборонной промышленностью в пятую пятилетку далеко отстало от поставленных целей.
По мнению ряда исследователей (Г. Д. Гловели, М. Кастельс и Э. Киселёва, Я. Корнаи), система централизованного планирования не в состоянии оперативно реагировать на новейшие достижения научно-технического прогресса при долгосрочных планах, что негативно сказывается на эффективности производства и экономической деятельности страны. Плановая экономика способна удовлетворять спрос либо на массовые однотипные товары (например, изделия военной отрасли: автоматы, танки; тушёная говядина), либо на уникальную продукцию, затраты на выпуск которой могут быть очень высокими (например, реактивные двигатели, спутники, космическая техника).

## Альтернативный взгляд
Основоположник советской экономической школы стратегического планирования экономист и кибернетик Николай Ведута обобщил опыт СССР при конструировании им централизованно-смешанной (гибридной) экономики по образцу механизма свободной конкуренции с включением воздействия рынка на установление пропорций в плане.
Принципы сочетания плана и рынка были изложены им ещё в 1971 году в книге «Экономическая кибернетика».
Ещё польский экономист Оскар Ланге указывал на использование компьютера как на возможность повысить эффективность планирования. Проектами подобного автоматизированного управления были Общегосударственная автоматизированная система учёта и обработки информации (ОГАС) в СССР и Киберсин в Чили, реализуемый при правительстве Сальвадора Альенде.

### Децентрализованное планирование
В среде современных анархистов, некоторых марксистов и демократических социалистов в противовес централизованному планированию в СССР предлагаются концепции децентрализованного, или горизонтального, планирования.